# ルイーゼ・フォン・ヘッセン＝ダルムシュタット (1761-1829)
ルイーゼ・ヘンリエッテ・カロリーネ・フォン・ヘッセン＝ダルムシュタット（Luise Henriette Karoline von Hessen-Darmstadt, 1761年2月15日 - 1829年10月24日）は、ドイツのヘッセン＝ダルムシュタット方伯家の侯女で、ヘッセン大公ルートヴィヒ1世の妻。

## 生涯
ヘッセン＝ダルムシュタット方伯ルートヴィヒ9世の弟ゲオルク・ヴィルヘルムと、ライニンゲン＝ダークスブルク＝ファルケンブルク伯クリスティアン・カール・ラインハルトの娘でブロイヒ（Herrschaft Broich）の女領主であるルイーゼの間の三女として生まれた。
1770年、フランス王ルイ16世に嫁ぐマリー・アントワネットの輿入れに際して、随員に加えられた。これが縁となり、マリー・アントワネット王妃とは1792年まで文通を続けていた。1777年2月19日、従兄の方伯家世子ルートヴィヒと結婚した。夫は1790年に方伯位を継いでルートヴィヒ10世を称したが、1806年にはヘッセン大公国の創設に際して大公ルートヴィヒ1世と名乗った。
ルイーゼは学識深く、領民に慕われる親切なお妃として知られ、その宮廷やサロンにはヨハン・ヴォルフガング・フォン・ゲーテやフリードリヒ・シラーが出入りしていた。ナポレオン・ボナパルトは、美しくかつ当時のヨーロッパで最も才能豊かな女性の1人だった彼女に魅了され、彼女に王妃の地位を与えると約束したと言われる。

## 子女
- ルートヴィヒ2世（1777年 - 1848年） - ヘッセン大公
- ルイーゼ・カロリーネ・テオドーラ・アマーリエ（1779年 - 1811年） - 1800年、アンハルト＝ケーテン公子ルートヴィヒと結婚
- ルートヴィヒ・ゲオルク・カール・フリードリヒ（1780年 - 1856年）
- フリードリヒ・アウグスト・カール（1788年 - 1867年）
- エミール・マクシミリアン・レオポルト（1790年 - 1856年）
- フェルディナント・グスタフ・ヴィルヘルム・フリードリヒ（1791年 - 1806年）